# 34234 Andrewfang
34234 Andrewfang è un asteroide della fascia principale. Scoperto nel 2000, presenta un'orbita caratterizzata da un semiasse maggiore pari a 2,3532941 au e da un'eccentricità di 0,0815257, inclinata di 6,54410° rispetto all'eclittica.